# История футбольного клуба «Арарат» Ереван
В этой статье изложена история футбольного клуба «Арарат» Ереван.

## Результаты по сезонам

### В чемпионатах СССР
Примечания.
Названия команды: 1945—1953 — «Динамо», 1954—1962 — «Спартак», с 1963 — «Арарат».
В 1948 году команда сначала была включена в первую группу, но затем результаты сыгранных матчей были аннулированы, и команда была включена во вторую группу.
Для 1948 и 1954 годов приведены результаты зональных турниров (в финальных турнирах команда занимала, соответственно, 3-е и 5-е места).
В 1937 году в Группе «Г» первенства СССР приняла участие команда «Спартак», в Группе «Д» — «Динамо». Команда «Спартак» также принимала участие в первенствах СССР 1939, 1940, 1946—1949 годов.

### В чемпионатах Армении
Примечания.
* В подгруппе 2 неофициального чемпионата.
** Команда была исключена из числа участников чемпионата до начала сезона.

## Основание и первые достижения (1935—1948)
В 1935 году в Эривани была создана команда спортивного общества «Спартак». Первым главным тренером стал Врамшапух Мерангулян. Вначале команда участвовала в первенствах республиканского уровня. Первый трофей, который завоевал клуб стал Кубок Армянской ССР в 1940 году. В это время команда уже носила название «Динамо». Последующие 4 года чемпионат и Кубок СССР не разыгрывались по причине Второй мировой войны.
В 1944 году возобновились игры за Кубок СССР, в котором приняла участие и команда «Динамо». Соперником ереванских динамовцев стали их тбилисские одноклубники, однако матч так и не был сыгран по вине ереванцев. В следующем году возобновилось первенство СССР, где «Динамо» было отведено место во второй группе. Команда хоть и заняла место в середине турнирной таблицы, но от зоны вылета её отделило всего одно очко. В 1/16 финала Кубка СССР в добавленное время был пройден новосибирский ДКА. В следующей стадии «Динамо» проиграло тбилисскому ДКА. В следующем розыгрыше Кубка команда не участвовала, а в чемпионате заняла 10-е место. В 1947 году команда стала серебряным призёром первенства второй группы в Закавказской зоне, на одно очко отстав от ОДО Тбилиси. В этом первенстве «Динамо», в домашнем поединке против тбилисских «Крыльев Советов» показало лучший результат на тот момент (счёт матча 7:1). Борьбу за Кубок СССР 1947 «Динамо» начало с 1/128 финала, где соперником был бакинский «Нефтяник». В перевес в один мяч победу праздновали динамовцы, которых в 1/64 финала ожидали тбилисские железнодорожники. В домашней игре «Динамо» превзошло гостей — 2:0. В следующей стадии ереванцы обыграли ростовское «Динамо» — 6:1. В 1/16 её «Динамо» проиграло московским армейцам 0:5 и выбыло из турнира. В сезоне 1948 «Динамо» начало в первой группе, но после трёх игр вместе с 15 другими клубами было снят. Все 16 клубов продолжили участвовать в лиге ниже. «Динамо» завоевало первое место в Южной зоне, выиграв 13 матчей из 18. По регламенту победители зон второй группы играли между собой в финальном этапе. В этом этапе участвовало 6 команд, «Динамо» расположилось на 3-й строчке, которое обеспечило клубу место в первой группе. В Кубке СССР динамовцы в добавленное время проиграли динамовцам Киева 1:2 в 1/16 финала.

## Накопление мастерства (1949—1970)
В 1949 году «Динамо» играло в первой группе и заняло 16 итоговое место. В первых двух турах команда проиграла, а в 3-м туре была зафиксирована победа в домашнем матче против команды ВВС (Москва). Обыграть команда смогла представителей из второй половины таблицы. Были зафиксированы 3 крупных поражения: дважды по 0:6 от московских «Локомотива» и ЦДКА, и 1:6 — от тбилисского «Динамо». Однако, несмотря на плохое выступление, клуб остался в списке лучших на следующий сезон, так как выбывали два последних клуба, занявшие 17-е и 18-е места в турнирной таблице. Кубковые баталии закончились на первой же стадии, против «Динамо» Сталинабад. В сезоне 1950 года первое поражение было зафиксировано только в 4-м туре от ленинградского «Зенита». Команда набрала 31 очко вместе с одноклубниками из Киева, но по разнице мячей опустилась в класс «Б». В Кубке СССР команда начала с 1/128 финала. Пройдя слабых соперников, в 1/16-й наткнулись на соперников в лице киевского «Динамо». В упорной игре, которая проходила в Киеве, динамовцы Еревана праздновали победу 3:2. В 1/8 финала встретились с «Динамо» Москва и проиграли со счётом 0:7.
Во второй половине 1950-х годов результаты улучшились. Худшим результатом стало первенство 1956 года, в котором команда заняла 3-е место. Трижды становясь вторым, «Спартак» в 1959 году добился малого золота, а вместе с ним и повышения. В 1960 году играла в классе «А» союзного чемпионата. В первой встрече на своём поле «Спартак» проиграл московскому «Динамо» 0:4. В том сезоне «Спартак» занял итоговое 9-е место. Отыграв последующие три сезона команда (в 1963 году уже переименованная в «Арарат») опустилась во вторую группу класса «А». Ещё двумя года позже команда вновь заняла первое место и вернулась в первую группу класса «А». Затем команда перешла в ведение республиканского общества «Ашхатанк» и получила название «Арарат»
Начиная с 1966 года «Арарат» неизменно выступал в высшей лиге СССР. В команде дебютировали Алёша Абрамян и Александр Сёмин, которые стали «лучшими дебютантами сезона», в следующем сезоне данной награды удостоился Норик Демирчян. В команду из разных клубов Армянской ССР были приглашены игроки с задатками лидеров. Так из ленинаканского «Ширака» пришли Иштоян, Заназанян, ставший впоследствии капитаном команды; из республиканской ФШ — Назар Петросян; также имелись случаи перехода из бакинского «Нефтчи» — Маркаров и Мирзоян.

## Бум армянского футбола (1971—1976)

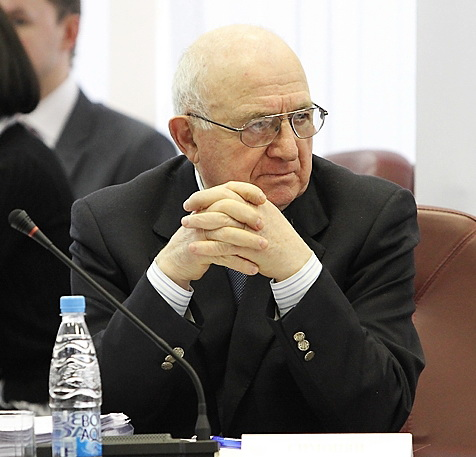
Под руководством Никиты Симоняна в 1973 году «Арарат» оформил золотой дубль

В 1971 году под руководством Николая Глебова «Арарат» завоевал серебряную медаль в чемпионате. Это было первое значимое достижение клуба из Армянской ССР. Сразу шестеро футболистов команды попали в список 33 лучших футболистов сезона в СССР — Иштоян, Андриасян, Маркаров, Заназанян, Коваленко и Месропян. Следующий сезон команда провела не менее упорно, за что удостоилась командного приза «Агрессивному гостю», но заняла 4-е место, отстав от пьедестала на одно очко. 13 сентября 1972 года «Арарат» дебютировал в еврокубках. Свой первый матч команда провела на Кипре в Ларнаке, против ЕПА, победив 1:0. Ответная игра также закончилась со счётом 1:0 в пользу «Арарата». Соперником на следующей стадии стал клуб из Швейцарии — «Грассхоппер». Не испытав серьёзного сопротивления — 3:1 в гостях и 4:2 дома — «Арарат» прошёл в 1/8 финала, где его ожидал немецкий «Кайзерслаутерн». Каждый соперник выиграл домашние матчи со счётом 2:0. Дополнительное время победителя не выявило, и в серии пенальти 4:5 оказались удачнее соперники «Арарата».
Сезон 1973 года является для «Арарата» пиковой точкой. Команду возглавил Никита Симонян. Команда выиграла чемпионат СССР, а также завоевала Кубок СССР (в финальной игре против киевского «Динамо»), оформив тем самым золотой дубль. Команда удостоилась четырёх командных призов — «Агрессивному гостю», «Имени Григория Федотова», «Приз крупного счёта» и За лучшую разницу мячей. Восемь игроков были удостоены мест в списке 33 лучших футболистов сезона в СССР.
«Арарат» чередовал удачные сезоны с относительно неудачными. В чемпионате 1974 года команда вновь осталась за чертой призёров, а в кубке проиграла в четвертьфинале донецкому «Шахтёру». Осенью «Арарат» дебютировал в Кубке европейских чемпионов. Соперники первых двух раундов, «Викинг» и «Корк Селтик», не оказали серьёзного сопротивления, 2:6 и 1:7 соответственно. В четвертьфинале жребий свёл «Арарат» с действующим обладателем трофея — мюнхенской «Баварией». Гостевой сценарий игры сложился неудачно — поражение со счётом 0:2. В Ереване «Арарат» сыграл надёжно в обороне, при этом забив мяч. Однако одного мяча не хватило для продолжения участия в главном турнире УЕФА. Лучшим бомбардиром турнира (наряду с Гердом Мюллером) стал Эдуард Маркаров.
В 1975 году при Викторе Маслове «Арарат» стал обладателем Кубка СССР. Проигрывая в финале по ходу матча ворошиловградской «Заре», одержал победу со счётом 2:1. В чемпионате от лидирующей тройки «Арарат» оказался на расстоянии в 4 очка. В том году в команде зажглась звезда Хорена Оганесяна, который удостоился премии «лучший дебютант сезона». Осенью состоялся дебют в Кубке обладателей кубков. Пройдя довольно легко кипрский «Анортосис» 10:1, «Арарат» оступился в раунде следующем, где лондонский «Вест Хэм Юнайтед» одержал верх 1:1 и 3:1. Это участие в еврокубках стало последним в советской истории клуба.
В 1976 году команду возглавляет её бывший игрок Эдуард Маркаров. Весенний чемпионат 1976 года «Арарат» окончил на втором месте. Уступив 1:2 в последнем матче киевскому «Динамо», который был перенесённым матчем 9-го тура, «Арарат» уступил чемпионский трофей московскому «Динамо». Лучшим бомбардиром с 8-ю мячами (15 игр) стал Аркадий Андриасян. В кубке под руководством Маркарова «Арарат» дошёл до финала, обыграв московский «Локомотив» и ЦСКА, а также «Днепр». В финале команда проиграла «Динамо» Тбилиси — 0:3.

## 1976—1991

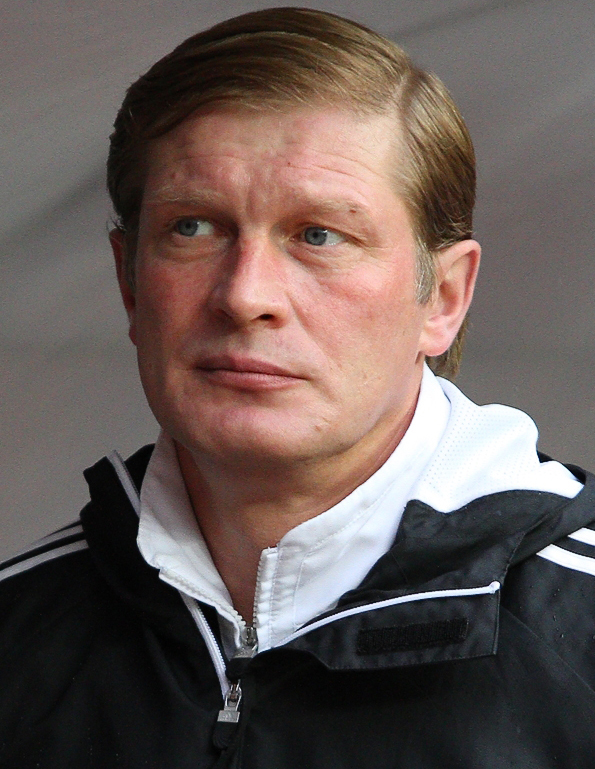
Александр Подшивалов — основной вратарь «Арарата» в 1984—1990 годах

Всего команда участвовала в 33 чемпионатах СССР (по классу сильнейших команд), провела 1026 матчей, из них выиграла 352, сыграла вничью 280, проиграла 394, забила 1150 голов, пропустила — 1306. К 1975 году команда участвовала в розыгрышах трёх европейских кубков. В последнем чемпионате СССР в 1991 году команда заняла 7-е место.

## Исключение и кризис (2003—2005)
В начале 2003 года национальная и молодёжные сборные Армении должны были сыграть товарищеские матчи со сборной Израиля. До отъезда сборных Армении в Израиль президент «Арарата» Грач Каприелян написал письмо председателю Федерации футбола Армении о том, что из соображений безопасности не считает целесообразным участие в предстоящих матчах пятерых футболистов «Арарата» — Александра Тадевосяна, Артура Хачатряна, Артура Петросяна, Галуста Петросяна и Артура Габриеляна. Также Каприелян заверял, что при иных обстоятельствах обязательно будет обеспечено участие футболистов «Арарата» в учебно-тренировочных сборах и матчах национальной и молодёжной сборных Армении, которым руководство клуба всегда придавало приоритетное значение. Одновременно Каприелян направил копию письма в ФИФА. Однако на состоявшемся 16 февраля дисциплинарном комитете ФФА «Арарат» сроком на 1 год был лишён права участвовать во всех соревнованиях, проводимых под эгидой ФФА и оштрафован на 200 тысяч драмов.
Капитан команды Александр Тадевосян направил письмо в ФФА с просьбой аннулировать его контракт с клубом и предоставить ему статус свободного агента из-за сложившейся ситуации. Помимо Тадевосяна, ряды «Арарата» покинуло ещё несколько человек, не желавшие проводить сезон в туманных планах.
В 2004 году в клубе фактически произошёл раскол. Ввиду того, что футбольный клуб «Лернагорц» находился в критическом финансовом положении и не смог заплатить взнос за участие в чемпионате, клуб «Арарат» заключил с «Лернагорцем» договор, согласно которому тренерский состав и футболисты двух клубов объединятся под названием «Лернагорц-Арарат». Таким образом, бо́льшая часть переехала в Капан, где с клубом «Лернагорц» образовала в итоге единый клуб под названием «Лернагорц-Арарат». Официально команда представлялась преемником «Лернагорца», однако фактически это была команда «Арарат». Согласие на этот договор дал, в порядке исключения, исполнительный комитет Федерации футбола Армении во избежание переделки графика игр чемпионата, который начался 8 апреля. Тем временем, в первой лиге была заявлена команда «Арарат». 8 июня название «Лернагорц-Арарата» сократилось до «Арарата», а 19 июня команда переехала обратно в Ереван, но домашние игры проводила в пригороде Еревана — Воскеате (позже «Арарат» проводил домашние матчи в Ереване на Республиканском стадионе, последний сезон в Ереване «Арарат» провёл в 1996 году). Ввиду этих событий, выступающий в первой лиге «Арарат» вынужден был сменить название и добавить приставку «Арарат-2». В конце декабря главным тренером «Арарата» назначен был Аркадий Андриасян, который заменил молодого тренера Севаду Арзуманяна. Вместе с Арзуманяном «Арарат» после годичного перерыва возобновил игру в первенстве Армении и занял четвёртое место.
В сезоне 2005 года на первом этапе команда заняла 8-е место. Ниже был только «Лернаин Арцах», который забронировал за собой последнюю строчку, снявшись с чемпионата. Во втором этапе «Арарат» сохранил место на следующий сезон. В середине июня 2005 года «Арарат» принял участие в Кубке Интертото. Соперником был швейцарский «Ксамакс». В обоих матчах «Арарат» потерпел поражение с общим счётом 1:9. По итогам сезона 2005 года «Арарат-2», заняв 2-е место в первой лиге, вышел в премьер-лигу. «Арарат», игравший последние два сезона в премьер-лиге, был расформирован, а «Арарат-2» сменил название на «Арарат».

## Всплеск после кризиса (2006—2008)

Маркос Пиззелли (лучший бомбардир Армении 2007 и 2008 в составе «Арарата»)

2006 год «Арарат» начал с прежним руководством и главным тренером (Сурен Барсегян). В Кубке Армении дошёл до четвертьфинала, где в серии послематчевых пенальти уступил «Пюнику» 5:6. Сменив по ходу сезона главного тренера на Абраама Хашманяна, «Арарат» в итоге занял 4-е место. Проиграв в последних турах, команда отпустила от себя «Мику» с «Бананцем», которым достались бронза и серебро, соответственно.
В декабре 2006 года команду возглавил Варужан Сукиасян. Игра араратовцев преобразилась, стала техничной, грамотной. Клуб вышел в финал Кубка Армении, где проиграл в дополнительном времени «Бананцу». Летом, в процессе чемпионата, когда «Арарат» шёл на втором месте, Сукиасян покинул клуб, будучи не согласным с действиями руководства, которое пригласило в клуб сербского специалиста Душана Мийича. Именно Мийич и сменил на посту Сукиасяна. На момент ухода Сукиасяна «Арарат» шёл на втором месте, уступая лидеру два очка. С приходом Мийича игра и дисциплина команды разладились. То преимущество, которое было добыто в первом круге было улучшено во втором.[что?] Катастрофой стали два подряд поражения со счётом 0:6 дома от прямых конкурентов в лице «Пюника» и «Бананца». Сыграв в последнем туре с «Улиссом» вничью, «Арарат» в очередной раз остался без медалей. Бронза досталась «Мике», которая в последнем туре на выезде обыграла «Гандзасар» 1:0.
Перед чемпионатом 2008 года команда усилилась опытными футболистами, а также игроками из конкурирующих команд. Руководством была поставлены задача выиграть все футбольные трофеи Армении. Также в клуб вернулся Варужан Сукиасян. В Кубке Армении команда дошла до финала, где в дополнительное время забила победный гол и завоевала 5-й Кубок Армении в истории клуба. На старте чемпионата команда одержала 6 побед подряд. На протяжении первого и в начале второго кругов «Арарат» единолично лидировал в чемпионате. Незапланированные потери очков в начале приблизили «Пюник», а в дальнейшем пропустили вперёд. С отрывом в 3 очка команды подошли к последнему туру, в котором встречались между собой. Для «Арарата» это была выездная игра. Долгое время счёт на табло был нулевым, и лишь на 77-й минуте бразильскому легионеру Джулиано Хименесу удалось забить гол, который сравнял по очкам клубы. По регламенту был организован золотой матч, прошедший на Республиканском стадионе. Игра была жёсткой, итогом стали три красные карточки. Счёт был открыт игроком «Пюника» — Альбертом Тадевосяном, однако спустя минуту Ваагн Минасян счёт сравнял. По истечении 90 минут счёт остался ничейный. За две минуты до окончания добавленного времени Альберт Тадевосян забил свой второй мяч. Таким образом, «Арарат» потерпел поражение. После золотого матча пресса опубликовала слова Варужана Сукиасяна, в которых он обвинял главного судью, что тот после окончания золотого матча в подтрибунном помещении применил физическую силу в отношении него. В конце года Сукиасян покинул «Арарат», в очередной раз из-за расхождения мнений с руководством.

## Восстановление позиций (2009—2012)
Сезон 2009 для команды начался с того плохо, что её спонсор, который являлся также спонсором любительской команды «Арарат» из Исси-ле-Мулино (пригорода Парижа) в 5-м дивизионе французского чемпионата, решил сосредоточить своё внимание на французской команде, потому было сокращено финансирование ереванского клуба. Команду покинул десяток игроков, вместо которых пришли резервисты из дубля. Из-за разногласий и неполучения лицензии клуб не принял участие в Лиге Европы, вместо него в турнир была заявлена «Мика». После первого круга чемпионата команда занимала последнее место; было сделано множество приобретений с целью усиления состава, но в итоге команда так и осталась последней.
В начале 2010 года «Арарат» даже не приступал к тренировкам. Главным тренером был назначен бывший игрок клуба Тигран Есаян. Клуб не участвовал в розыгрыше Кубка Армении. Руководство клуба отказалось от легионеров, мотивировав тем, что в настоящее время зарубежные игроки не могут принести большей помощи в чемпионате первой лиги, чем отечественные футболисты. В итоге в команде были местные молодые игроки. Вместе с Есаяном команда победила в первой лиге и вернулась обратно в Премьер-лигу. Лучшим бомбардиром лиги стал молодой нападающий клуба Геворг Карапетян.
Очередной сезон клуб начал в неопределённой стадии. Запланированные учебно-тренировочные сборы, товарищеские игры не прошли в намеченное время. 16 февраля 2011 Есаян подал в отставку с поста главного тренера. Причиной тому являлось отношение руководства к подготовительному процессу команды во время осенне-весенних сборов команды, отсутствия серьёзного пополнения игроков, которые усилили бы команду в матчах с клубами Премьер-лиги. Непродолжительное время до начала чемпионата тренировочным процессом команды руководили ассистенты Эдгар Сафарян и Алёша Абрамян. Однако, 5 марта в 1-м туре чемпионата 2011 года команду против «Бананца» вывел Андриасян, не являясь главным тренером и не имеющий лицензии категории «А». Спустя три дня Андриасян официально возглавил команду.

Аветик Киракосян

В феврале 2012 года Андриасяна сменил на посту Альберт Сафарян, являясь до этого ассистентом в клубе. Смена главного тренера заключалась в неучастии Андриасяна в тренерских сборах и тренировках с января . Всё это время данную работу выполнял Сафарян. «Арарат» продолжал находиться в пропасти.
После беседы с владельцем «Арарата» Грачем Каприеляном вечером 5 июля было объявлено о возглавлении клуба Абраамом Хашманяном.